# هیروشی شیمومورا
هیروشی شیمومورا (ژاپنی: 下村宏؛ ۱۱ مهٔ ۱۸۷۵ – ۹ دسامبر ۱۹۵۷) چهارمین رئیس کمیته المپیک ژاپن و سیاستمدار اهل ژاپن بود.